# 趙通
趙通（1424年—？），字惟亨，河南汝寧府汝陽縣人，明朝政治人物。同進士出身。

## 生平
景泰四年（1453年）癸酉科河南鄉試第九十二名。天順元年（1457年）中式丁丑科會試第一百三十七名，殿試登進士第三甲第一百二十七名。

## 家族
曾祖趙好德，曾任吏部尚書。祖父趙毅，曾任工部左侍郎。父趙寬，曾任監察御史。